# Marie de Villepin
Pour les articles homonymes, voir Villepin.
Marie de Villepin, de son nom complet Marie Galouzeau de Villepin, dite également Marie Steiss, née à Washington  (États-Unis) le 8 mai 1986, est une artiste, actrice, mannequin et chanteuse française vivant principalement à New York.

## Biographie
Née en 1986, Marie de Villepin est la fille de l'ancien Premier ministre français Dominique de Villepin et de sa femme Marie-Laure Le Guay. Elle a fait des études de mathématiques appliquées.
Elle entame une carrière de mannequin à New York en 2005, après avoir posé pour le magazine féminin Elle, photographiée par Gilles Bensimon. Elle utilise dans un premier temps le pseudonyme de Marie Steiss. Elle représente le parfum de Givenchy, Ange ou Démon, lancé en 2006 ainsi que la marque italienne Krizia au printemps et à l'automne 2007. Elle prend également des cours de théâtre.
Elle fait ses débuts d'actrice avec un rôle secondaire dans la série française Les Rois maudits en 2005, après avoir joué, en 1999, dans La Bûche de Danièle Thompson, alors qu'elle était enfant. En 2008, elle obtient un petit rôle dans le film Inglourious Basterds de Quentin Tarantino, mais sa participation est coupée lors du montage.
En 2010, elle reprend son nom de Marie de Villepin après avoir obtenu le premier rôle féminin dans le film Baikonur du réalisateur et producteur Veit Helmer, film cofinancé par Arte.
Elle rencontre des jeunes gens à New York à la suite d'une tempête de neige ayant paralysé l'aéroport JFK et forme avec eux en août 2010 un groupe rock, PinkMist ; elle en devient la chanteuse principale. Leur musique sert de support au court métrage Devouring Art, réalisé en 2013 par l'artiste et mannequin Rie Rasmussen dans lequel elle joue une artiste qui s'introduit de nuit dans une galerie de peinture. En 2013, elle chante et pose pour la campagne publicitaire de marque de maquillage Ardency Inn.
Elle travaille également pour les vidéos AboveLivevideo for the Earth (du magazine Above) pour lesquelles elle réalise la musique et interviewe des personnalités.
Elle joue le rôle de Betty Catroux, la muse d'Yves Saint Laurent, dans le film éponyme de Jalil Lespert. En 2014, elle interprète le rôle d'Andréa dans la vidéo Masque d'or réalisée par Julien Landais, inspirée du personnage d'Oscar du manga La Rose de Versailles et tournée au Grand Trianon du château de Versailles.
En juillet 2015, elle pose en couverture du magazine Lui, y dévoilant un sein et tenant entre ses mains une guitare électrique. La couverture annonce un article intitulé « Marie de Villepin parle ».
En octobre 2016, elle devient la marraine du Collectif de lutte contre la dénutrition, créé début 2016 à l'initiative du professeur Éric Fontaine.
En 2022, s'étant tournée vers la peinture, elle expose une œuvre lors du prix Marin à Arcueil, parrainée par Anselm Kiefer. Sa seconde exposition personnelle, « The Lost Weekend », est présentée à la galerie Charraudeau (Paris VIe) ; ses peintures « dépeignent avec poésie et intransigeance, une rythmique intérieure faite de passions, d’émotions et d’envie de se confronter à soi-même. »

## Filmographie

### Cinéma
- 1999 : La Bûche de Danièle Thompson : Marie
- 2011 : Baikonur de Veit Helmer : Julie Mahé
- 2013 : Devouring Art de Rie Rasmussen
- 2014 : Yves Saint Laurent de Jalil Lespert : Betty Catroux
- 2014 : Masque d'or de Julien Landais (court métrage)

### Télévision
- 2005 : Les Rois maudits de Josée Dayan : Philippa de Hainaut (mini-série)